# Chengdu J-10
Ченду J-10 (англ. Chengdu J-10; кит.: 歼十) — китайський всепогодний багатоцільовий винищувач.
Розроблено та виробляється китайською компанією Chengdu Aircraft Industry Group (CAIG). Винищувач пропонується на експорт під позначенням F-10. На заході також відомий під назвою «Стрімкий дракон» (англ. Vigorous Dragon).

## Історія створення та виробництва
Програма розробки літака була розсекречена 29 грудня 2006 року. У створенні літака брали участь російські консультанти з ЦАГІ і ОКБ МіГ. На винищувачах використовуються двигуни компанії НВО «Сатурн» російського та китайського (ліцензійного) виробництва. Також при створенні літака використовувалися продані Ізраїлем Китаю розробки по винищувачу IAI Lavi.
Перший політ серійного літака J-10A відбувся 28 червня 2002.

## Модифікації
- J-10A — одномісний багатоцільовий винищувач. Експортне найменування F-10A.
- J-10S — двомісний навчально-бойовий літак, РЕБ, наведення та цілевказання, а також для нанесення ударів по наземних цілях.
- J-10B — модернізований J-10A, оснащений двигуном WS-10A, втопленим «малопомітним» повітрозабірником, бортовий радіолокаційною станцією з АФАР та оптико-локаційною станцією переднього огляду.

## Тактико-технічні характеристики

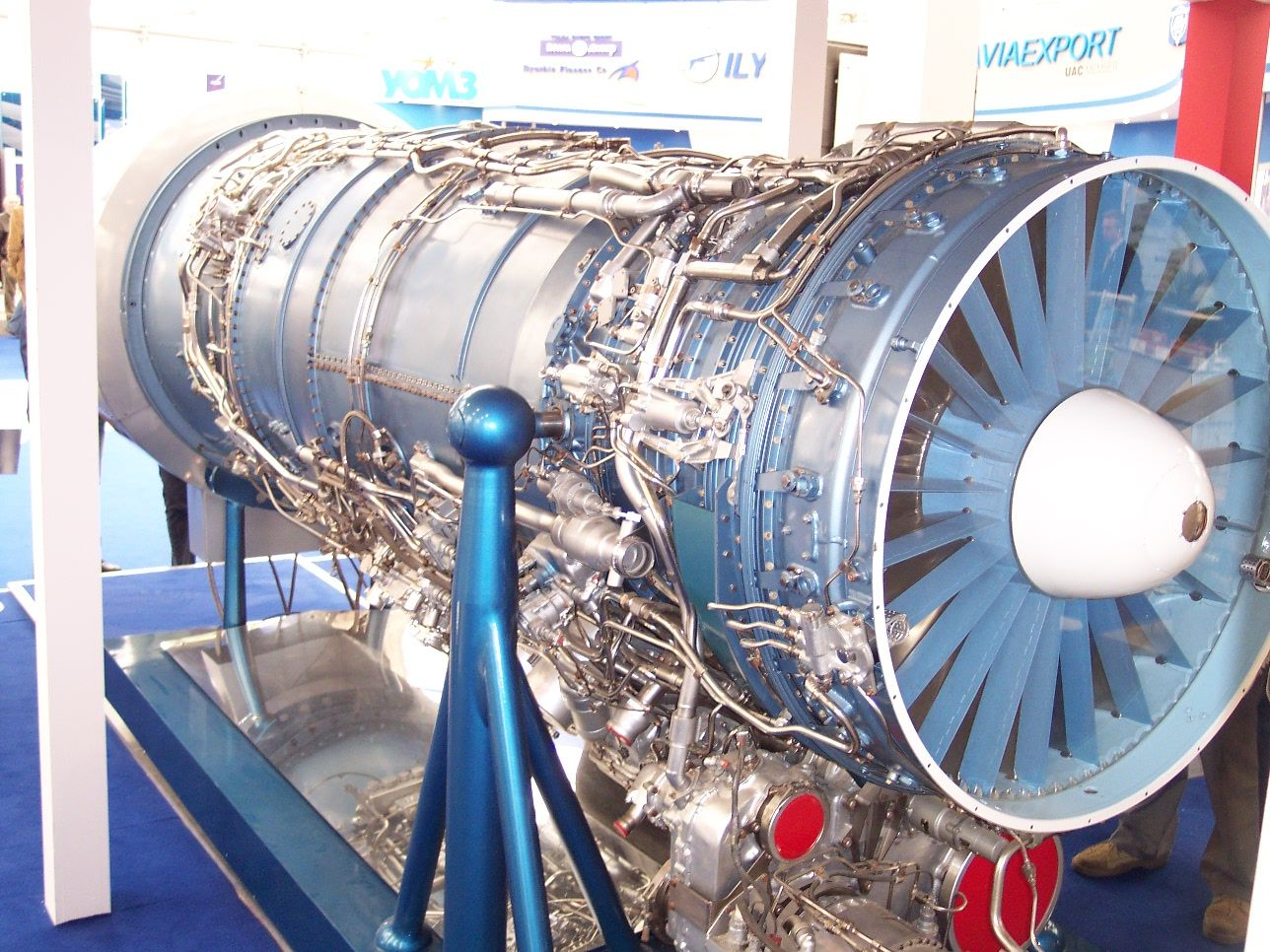
ТРДДФ «Сатурн-Люлька» АЛ-31ФН

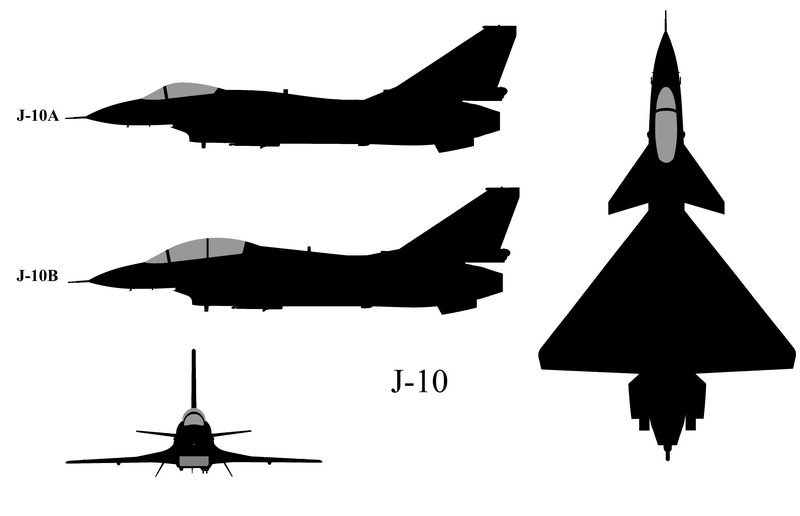
Chengdu J-10

Chengdu J-10

Джерела даних: «Куточок неба»

### Технічні характеристики
- Екіпаж: 1 особа
- Довжина: 16,43 м
- Розмах крила: 9,75 м
- Висота: 5,43 м
- Площа крила: 33,05 м²
- Маса порожнього: 8 840 кг
- Маса спорядженого: 18 000 кг
- Максимальна злітна маса: 19 277 кг
- Обсяг паливних баків: 2 624 л (4 165 л ПТБ)
- Двигуни: 1 × ТРДДФ «Сатурн-Люлька» АЛ-31ФН(інші мови) або Woshan WS-10A «Taihang»
  - Тяга максимальна: 89,43 кН (7600 кгс)
  - Тяга на форсажі: 122,5 кН (12500 кгс)

### Льотні характеристики
- Максимальна швидкість: 2,0 М
- Крейсерська швидкість: 1110 км/год (0,93 М)
- Посадкова швидкість: 235 км/год
- Бойовий радіус: 800 км
- Практична дальність: 2000 км (без дозаправки)
- Практична стеля: 18 000 м
- Навантаження на крило: 335 кг/м²
- Тяговоозброєність: 0,69 (на форсажі зі спорядженою масою 18 000 кг)

### Озброєння

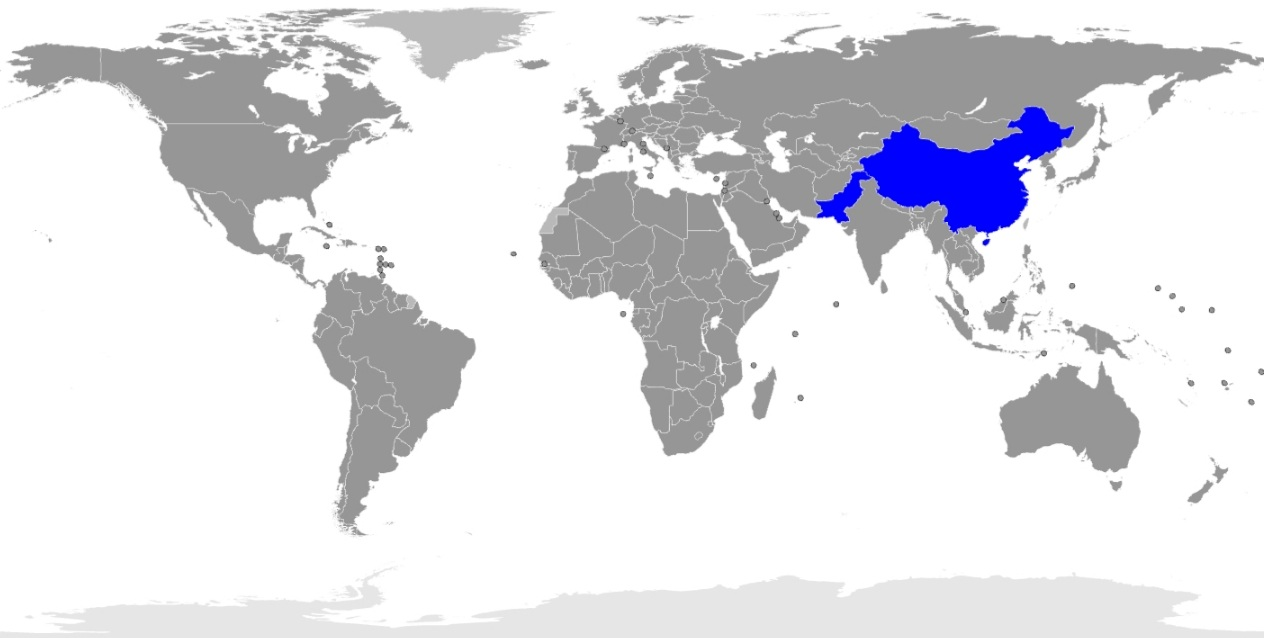
Країни, що експлуатують Chengdu J-10

- Гарматне: 1 × двоствольна 23-мм гармата
- Точки підвіски: 11 (по 3 під кожним крилом і 5 під фюзеляжем)
- Бойове навантаження: 7 260 кг різного озброєння:
  - Ракети:
    - повітря-повітря: PL-8, PL-9, PL-11, PL-12, P-27 і Р-73
    - повітря-земля: PJ-9, ПКР YJ-8K, YJ-9K, 90 мм НАР

  - керовані (LT-2, LS-6) і вільнопадаючі бомби
- Типове бойове навантаження:
  - Завоювання переваги у повітрі та перехоплення:
    - 4 × PL-11абоPL-12 MRAAM + 2 × PL-8 SRAAM + 1 × 800 л ППБ
    - 2 × PL-11абоPL-12 MRAAM + 2 × PL-8 SRAAM + 2 × 1 600 л і 1 × 800 л ППБ

  - Удар по наземній цілі:
    - 2 × PL-8 SRAAM + 6 × 250 кг + 2 × 1 600 л і 1 × 800 л ППБ
    - 2 × PL-8 SRAAM + 2 × 500 кг (LT-2) + 2 × 1 600 л і 1 × 800 л ППБ + лазерна система цілевказівки

## На озброєнні

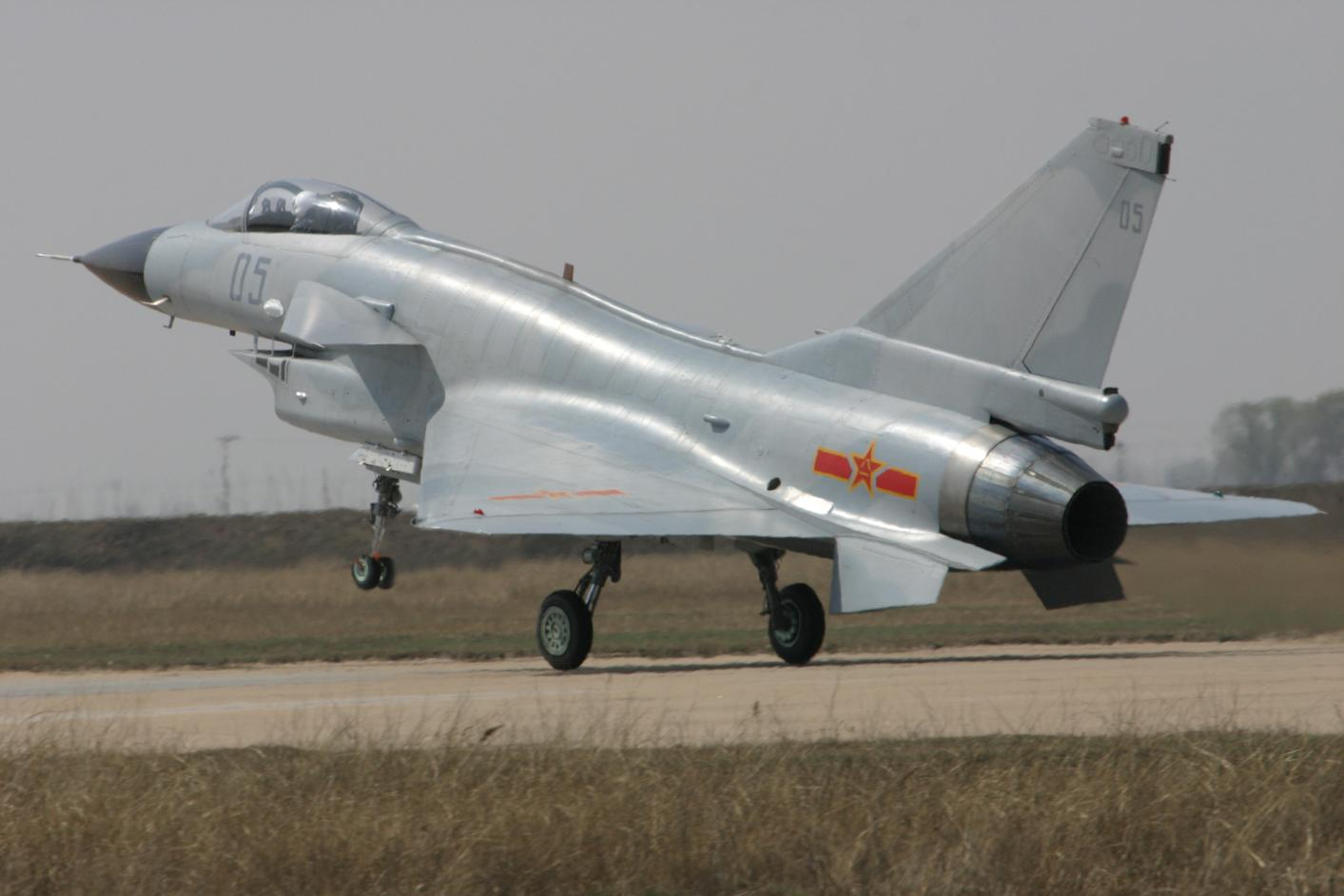
J-10 ВПС КНР на зльоті

Китай:
- ВПС КНР — 78 J-10, 142 J-10A, 55+ J-10B, 48 J-10S станом на 2017 рік[7]
- ВМС КНР — 16 J-10A, 7 J-10S станом на 2017 рік[8]

 Пакистан
- Повітряні сили Пакистану — 36 J-10CE (20 поставлено, 16 замовлено станом на 2024 рік)[9][10]

## Інциденти
- 1 серпня 2009 J-10 ВПС КНР, пілотований Меном Фаншеном (англ. Meng Fansheng), розбився через технічну несправність двигуна. Пілот успішно катапультувався.[11]